# Galloway Hills

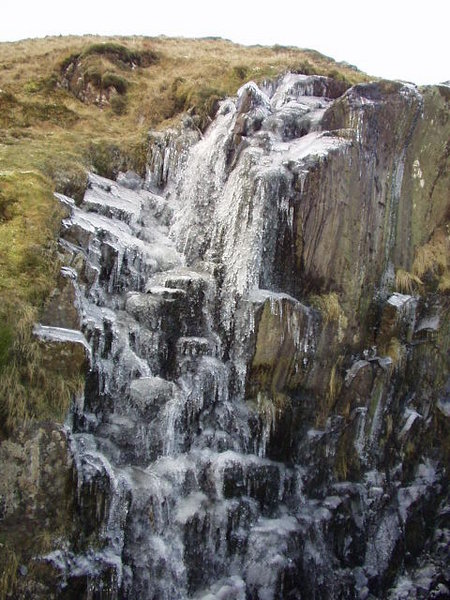
Een bevroren waterval in de Galloway Hills

Galloway Hills zijn heuvels in de Schotse regio Dumfries and Galloway. 
Ze liggen in het zuidwesten van Galloway.
Galloway Hills bestaat uit de bergen: 
- Merrick (843 m)
- Criffel (569 m)
- Cairnsmore of Fleet